# Patryk O’Healy
Patryk O’Healy (ur. ok. 1540, zm. prawdopodobnie 13 sierpnia 1579 w Killmallock w Irlandii) – biskup franciszkanin, męczennik, błogosławiony Kościoła katolickiego.
Najpierw przebywał w klasztorze w Dromahair, następnie studiował w Hiszpanii. Konsekrowany na biskupa w 1576. Był ordynariuszem Mayo (dzisiaj część archidiecezji Tuam). Nie uznał królowej Anglii jako głowy Kościoła. Został skazany za zdradę i obrazę majestatu. Prowadzony był na stracenie razem z franciszkaninem o. Konradem O’Rourke. Zginął śmiercią męczeńską przez powieszenie.
Beatyfikowany przez papieża Jana Pawła II 27 września 1992 w grupie 17 męczenników irlandzkich.